# Walter von Molo
Walter Ritter/Reichsritter von Molo (14 juin 1880, Šternberk, Moravie, Autriche-Hongrie - 27 octobre 1958, Hechendorf (aujourd'hui Murnau am Staffelsee), Bavière, Allemagne de l'Ouest, est un écrivain autrichien de langue allemande.

## Biographie
Walter von Molo naît le 14 juin 1880 à Šternberk (allemand : Sternberg), Moravie —  alors en Autriche-Hongrie, maintenant en République tchèque. Il passe sa jeunesse dans la capitale Vienne. À l'Université technique de Vienne, il étudie l'ingénierie mécanique et électrique ; il épouse en 1906 sa première femme, Rosa Richter, avec laquelle il a un fils et une fille et travaille jusqu'en 1913 comme ingénieur à l'Office des brevets de Vienne. Peu de temps avant le déclenchement de la Première Guerre mondiale, il s'installe à Berlin pour rejoindre ses parents bavarois et redécouvrir ses racines allemandes, au moment même où Berlin se transforme en capitale culturelle. C'est là qu'il entame sa carrière d'écrivain.
Ses premiers ouvrages, publiés pendant et peu après la guerre, sont des best-sellers et il devient rapidement l'un des auteurs germanophones les plus populaires de la première moitié du siècle. Les livres comprennent des biographies de Friedrich Schiller, de Frédéric le Grand et du prince Eugen, ainsi que des romans tels que Ein Volk wacht auf ("Un peuple se réveille", 1918-1921). Tous ses ouvrages sont fortement marqués par le nationalisme allemand.
En 1925, il divorce de Rosa et, cinq ans plus tard, épouse Anneliese Mummenhoff.
Molo est un des membres fondateurs du PEN Club allemand, et aussi, en 1926, de l'Académie prussienne des Arts. De 1928 à 1930, il est président de la section « poésie ».
Bien que von Molo, un pacifiste, n'a pas eu d'ancêtres juifs, il défend les Juifs d'Allemagne et d'Autriche, et, avec la montée du nazisme, il suscite à plusieurs reprises la colère des organisations antisémites. Il reste membre de l'académie après la purge des membres juifs de l'institution, et, le 15 mars 1933, il signe une déclaration de fidélité aux dirigeants nazis. En octobre, il est l'un des 88 écrivains allemands qui allèrent jusqu'à souscrire au « Vœu d'allégeance très fidèle » (Gelöbnis treuester Gefolgschaft) à Adolf Hitler. C'est la même année que ses deux enfants quittent l'Allemagne (Conrad est revenu en 1940 au contraire de Trude). 
En 1936, Molo écrit le scénario du film Fridericus, basé sur son roman de 1918. Pendant la Seconde Guerre mondiale, il écrit des articles pour le journal contrôlé par les nazis Krakauer Zeitung, publié à Cracovie occupée.
Bien que sa biographie de Frédéric II de Prusse soit louée par les nazis, il est néanmoins attaqué comme unvölkisch, Judenfreund et Pazifist (il a, par exemple, loué avec effusion le travail d'Erich Maria Remarque), et il y a des tentatives pour le pousser de la vie publique, avec l'interdiction des pièces de théâtre, la suppression de certains livres et leur retrait des bibliothèques. En 1934, pour éviter les projecteurs publics, il démissionne de toutes les sociétés savantes (à l'exception de la Société Goethe) et s'installe à Murnau am Staffelsee, où il avait acheté une propriété deux ans auparavant. L'idée même de l'exil d'Allemagne lui étant impensable. Les perquisitions domiciliaires et les articles diffamatoires se poursuivent et, en août 1939, il est dénaturalisé. Il est cependant co-scénariste du scénario du film Der unendliche Weg (de). À la suite du harcèlement, il détruit, avec l'aide de sa seconde épouse Annelies, une grande partie de sa bibliothèque privée, notamment de la correspondance avec Stefan Zweig, des livres de Thomas et Heinrich Mann portant des dédicaces personnelles, et de nombreux papiers de ses collègues. Tout ce matériel potentiellement incriminant s'est retrouvé au fond de son étang de jardin. Il n'a jamais été placé en « garde à vue » (Schutzhaft).
Malgré sa nomination en tant que président d'honneur de la Société allemande des auteurs, il n'a pas retrouvé son ancienne notoriété. Il meurt le 27 octobre 1958 et sa dépouille est inhumée dans l'actuel parc Molo à Murnau. Rosa meurt en 1970, et Anneliese Mummenhoff en 1983.

## Travaux

### Contes et romans
- Klaus Tiedmann der Kaufmann, 1909
- Ums Menschentum. Ein Schillerroman, 1912
- Im Titanenkampf. Ein Schillerroman, 1913
- Der Hochzeitsjunker. Ein Rennroman, 1913
- Die Freiheit. Ein Schillerroman, 1914
- Den Sternen zu. Ein Schillerroman, 1916
- Der Große Fritz im Krieg, 1917
- Schiller in Leipzig, 1917
- Die ewige Tragikomödie. romanlistische Studien 1906-1912, 1917
- Fridericus, roman, 1918
- Luise, roman, 1919
- Auf der rollenden Erde, roman, 1923
- Vom alten Fritz. 4 Erzählungen aus dem Leben des großen Königs, 1924
- Bodenmatz, roman, 1925
- Im ewigen Licht, roman, 1926
- Die Legende vom Herrn, 1927
- Hans Amrung und seine Frau und andere romanlen, 1927
- Mensch Luther, roman, 1928
- Die Scheidung. Ein Roman unserer Zeit, 1929
- Ein Deutscher ohne Deutschland. Ein Friedrich List-Roman, 1931
- Holunder in Polen, roman, 1933
- Der kleine Held, roman, 1934
- Eugenio von Savoy. Heimlicher Kaiser des Reichs, roman, 1936
- Geschichte einer Seele, 1938
- Das kluge Mädchen, roman, 1940
- Der Feldmarschall, 1940
- Sie sollen nur des Gesetzes spotten, contes, 1943
- Im Sommer. Eine Lebenssonate, 2 Erzählungen, 1943
- Der Menschenfreund, roman, 1948
- Die Affen Gottes. Roman der Zeit, 1950

### Pièces
- Das gelebte Leben, drame en 4 actes, 1911
- Die Mutter, drame en 4 actes, 1914
- Der Infant der Menschheit, drame en 3 actes, 1916
- Die Erlösung der Ethel, tragédie en 4 actes, 1917
- Friedrich Staps. Ein deutsches Volksstück in 4 Aufzügen, 1918
- Der Hauch im All, tragédie en 3 actes, 1918
- Die helle Nacht, pièce en 3 actes, 1920
- Till Lausebums, comédie romantique en 3 actes, 1921
- Lebensballade, pièce en 12 scènes, 1924
- Ordnung im Chaos, pièce en 8 tableaux, 1928
- Friedrich List. Ein deutsches Prophetenleben in 3 Aufzügen, 1934

### Scénarios
- Fridericus (D, 1936), réalisé par Johannes Meyer, avec Otto Gebühr, Lil Dagover, Hilde Körber, Agnes Straub, Käthe Haack et autres
- The Endless Road (D, 1942/43), réalisé par Hans Schweikart, avec Eugen Klöpfer, Eva Immermann, Hedwig Wangel, Alice Treff et autres

### Autres écrits
- Deutsches Volk. Ein Flugblatt in jedes Haus, 1914
- Als ich die bunte Mütze trug. Deutsch-österreichische Studenten-Erinnerungen, 1914
- An unsere Seelen. Drei Flugblätter auf das Kriegsjahr 1914-1915, 1915
- Deutschland und Oesterreich. Kriegsaufsätze, 1915
- Deutsch sein heißt Mensch sein! Notschrei aus deutscher Seele, 1915
- An Frederik van Eeden und Romain Rolland. Offener Brief, 1915
- Sprüche der Seele, 1916
- Im Schritt der Jahrhunderte. Geschichtliche Bilder, 1917
- Italien. Erlebnisse Deutscher in Italien, 1921
- Im Zwielicht der Zeit. Bilder aus unseren Tagen, 1922
- Der deutschen Jugend gesagt, 1929
- Zwischen Tag und Traum. Gesammelte Reden und Aufsätze, 1930
- Deutsche Volksgemeinschaft. Ansprache am 22. März 1932 in Weimar, 1932
- Wie ich Deutschland möchte. Eine Rede über Friedrich List, 1932
- Lob des Leides, 1947
- Zu neuem Tag. Ein Lebensbericht, 1950
- So wunderbar ist das Leben. Erinnerungen und Begegnungen, 1957
- Wo ich Frieden fand. Erlebnisse und Erinnerungen, 1959

## Voir également
- Gottfried Benn
- Thomas Mann
- Franck Thiess